# OPPO F3
OPPO F3是一款由OPPO研發的手機，其在2017年3月23日于印度进行首次發售，其采用前置双摄设计。该系列的上一代产品是OPPO F2。